# María Sánchez Arbós
María Sánchez Arbós (Osca, 31 d'octubre de 1889 - Madrid, 15 d'agost de 1976) va ser una mestra i pedagoga espanyola, vinculada a la Institución Libre de Enseñanza.

## Biografia
Va realitzar estudis de magisteri a l'Escola Normal d'Osca i a l'Escola Superior de Mestres de Saragossa, on va obtenir el títol superior de mestra en 1911.
El 1912 va superar les oposicions convocades pel Rectorat de Madrid obtenint plaça a l'escola de La Granja de San Ildefonso. La proximitat d'aquesta localitat a Madrid li va permetre assistir a conferències i exposicions, de manera que durant una visita al Museu Pedagògic Nacional va tenir ocasió d'escoltar Manuel Bartolomé Cossío combregant aviat amb els ideals de la Institución Libre de Enseñanza. Entre el 1915 i el 1919 va cursar l'especialitat de Lletres a l'Escola d'Estudis Superiors de Magisteri de Madrid. Durant aquests anys María Sánchez va residir a la Residència de Señoritas dirigida per María de Maeztu, i allà va poder col·laborar més directament amb la ILE.
Entre 1920 i 1925 María Sánchez Arbós va treballar a La Laguna (Tenerife) com a professora de l'Escola Normal i de l'Institut de Batxillerat. El 1926 es va incorporar a l'Escola Normal d'Osca, on va romandre fins a 1930, any en què es va traslladar a Madrid per treballar com a mestra al col·legi Menéndez Pelayo i tres anys després, com a directora, al Grup Escolar Francisco Giner, on va romandre fins a 1936.
En finalitzar la Guerra Civil Espanyola María Sánchez va ser víctima de les depuracions sofertes pels mestres de la República, i va ser empresonada durant tres mesos entre el setembre i el desembre de 1939. Durant aquest període a la presó de Ventas va aconseguir que a la secció de menors es creés una escola per a les preses més joves. Va ser batejada amb el nom d'escola de Santa Maria. També va ajudar la seva amiga Matilde Landa a crear una "oficina de penades" que donava suport legal a les recluses. El mobiliari eren uns calaixos de fusta i una màquina d'escriure.

El 1941, després de ser jutjada per un tribunal militar, va ser expulsada del cos de mestres i no va ser rehabilitada fins al 1952.

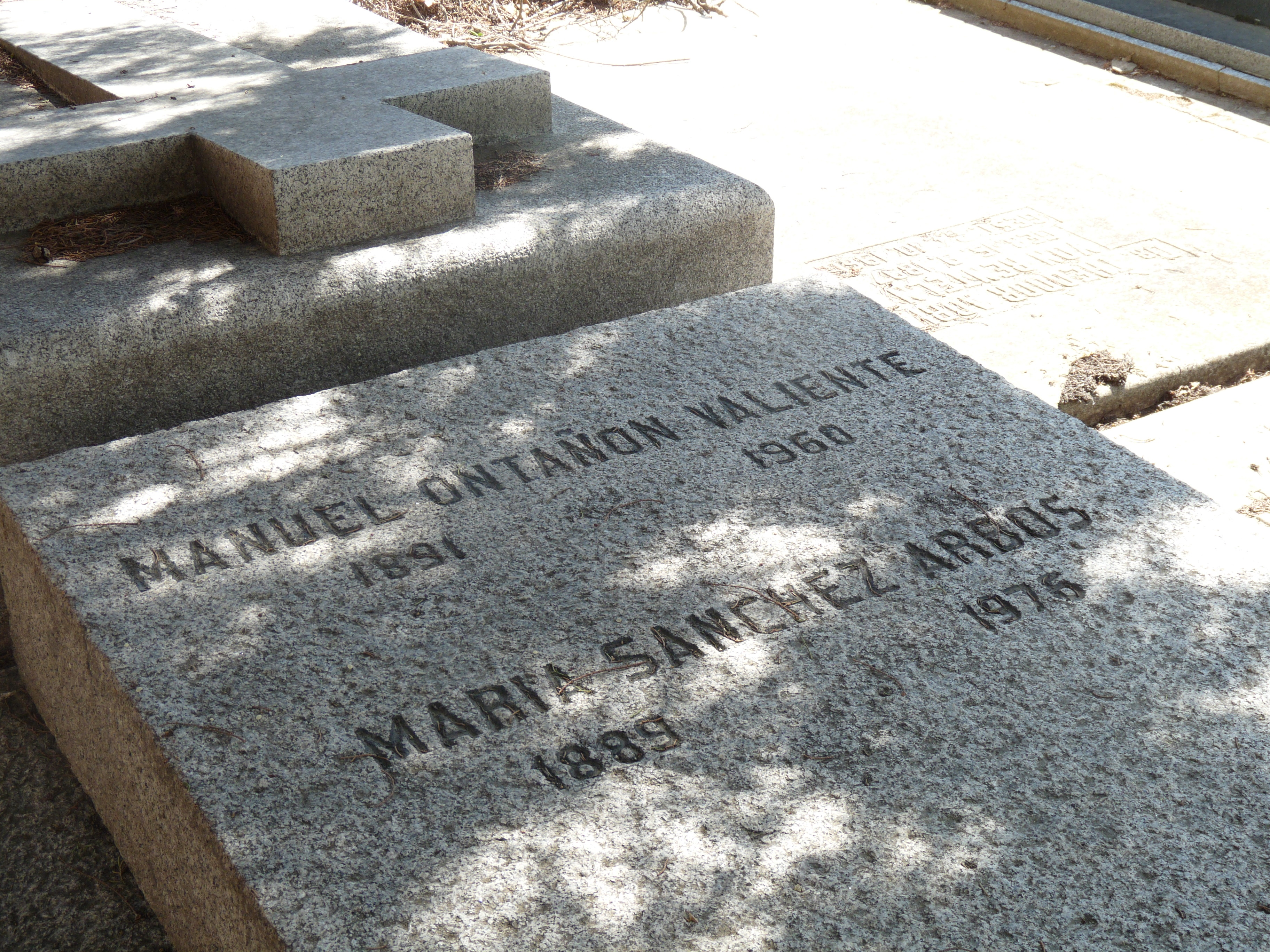
Tomba de María Sánchez Arbós i Manuel Ontañón al cementiri civil de Madrid.

En 1953, després d'un breu pas per l'escola de Daganzo (Madrid), no exempt de dificultats, María Sánchez Arbós va tornar a Madrid per incorporar-se a l'Institut Isabel La Catòlica, on va prestar servei fins a la seva jubilació en 1959.

### Vida privada
Filla de Manuel Sánchez Montestruc, secretari de l'Ajuntament d'Osca, i de Paciencia Arbós Campaña. El 1920 es va casar amb Manuel Ontañón el pare del qual, José Ontañón Arias, era gestor i professor de la Institución Libre de Enseñanza. El matrimoni va tenir cinc fills, entre els quals l'arquitecta María Juana Ontañón.

## Reconeixements
El 2017 l'Ajuntament de Madrid li va dedicar un carrer al districte de Valdezarza en reconeixement de la tasca pedagògica de les mestres de la República.

## Publicacions
- 1961: Mi diario. México: [s. n.], 1961 (Tipografía Mercantil). Reeditado en 1999 y 2006 en Zaragoza (España) por la Caja de Ahorros de la Inmaculada, con una introducción de Victor M. Juan Borroy y Antonio Viñao Frago)
- 1977: Recuerdos de una maestra. En En el centenario de la Institución Libre de Enseñanza (pp, 19-21). Madrid: Tecnos.
- 2007: Una escuela soñada: textos. Edición y estudio introductorio de Elvira Ontañón y Víctor M. Juan Borroy. Madrid: Biblioteca Nueva.